# Мови Нігерії

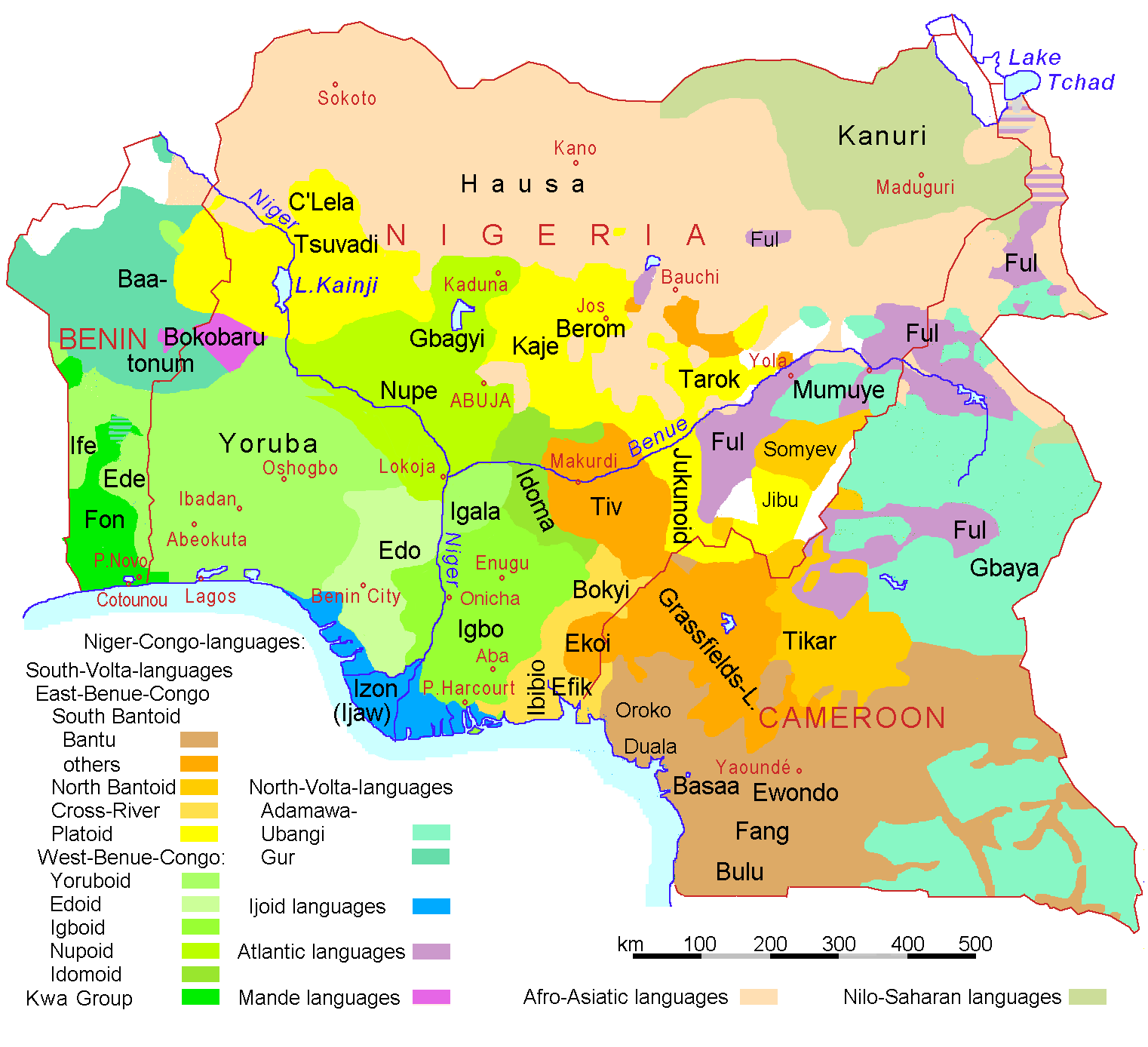
Лінгвістичні групи Нігерії.

Нігерія є багатомовною країною з більше, ніж 500 мов.
Офіційною мовою Нігерії є англійська, серед населення також широко поширені мови едо, ефік, адавама фульфульде, хауса, ідома, ігбо, канурі, йоруба. У країну іммігрували мови багірмі, клао, мбай, мпаде, нгамбай, пана.
Всього в Нігерії 529 мов, з них 522 живих, 7 таких, що вимерли. З усіх мов 22 використовуються в освіті, 80 розвиваються, 358 енергійних, 20 проблемних і 42 вимираючих.
Серед нігерійських мертвих мов — аява, баса-току, пагорба, ауйокава, гамо-нінг, кпаті, мава, кубі і тешенава.
Місцеві мови використовуються переважно для побутової комунікації та в засобах масової інформації, деякі мови також викладаються в школах. Велика частина населення країни володіє двома та більше мовами.
Для різних мов Нігерії в 1980-і роки був розроблений паннігерійський алфавіт на основі латинського.

## Список
- Абаньомська мова